# Мэико Кадзи
Мэико Кадзи (яп. 梶 芽衣子 Кадзи Мэико, имя при рождении Масако Ота, род. 24 марта 1947, Тиёда, Токио, Япония) — японская актриса и энка-певица. 
С начала своей карьеры Кадзи снялась более чем в ста фильмах и телепроектах, а в 1970-х годах она приобрела известность ролями героинь вне закона в кинолентах эксплуатационного жанра. Также успех ей принёс фильм-дзидайгэки «Госпожа Кровавый Снег». Помимо актёрской карьеры, Кадзи выступала как певица, выпустив более десяти альбомов и исполнив заглавные треки к нескольким фильмам, в которых она снялась. Новая волна популярности пришла к ней благодаря включению двух её песен в саундтреки к фильмам «Убить Билла» и «Убить Билла 2».

## Ранняя жизнь
Масако Ота родилась 24 марта 1947 года в районе Тиёда города Токио. Она являлась старшим ребёнком из трёх детей в семье отца Масахиро, владельца суши-бара, и матери Айко. Окончила среднюю школу Yakumo Academy в Мэгуро. Во время учёбы в школе Ота подрабатывала моделью для местных молодёжных журналов и каталогов.

## Карьера
Масако Ота впервые пришла в кинематограф в 1965 году, попав на студию Nikkatsu. В 1969 году Ота снялась в киноленте Nihon zankyōden, одной из частей франшизы режиссёра Масахиро Макино, который признал её актёрские способности и дал ей сценический псевдоним Мэико Кадзи. 
В 1970 году режиссёр Тэруо Исии дал ей главную роль в фильме «Проклятие слепой женщины». Затем она появилась в серии фильмов «Рок бродячих кошек» о девчоночьих бандах, снявшись во всех частях в разных ролях. В 1971 году Nikkatsu перешёл на более коммерчески выгодные «розовые фильмы», и Кадзи ушла на студию Toei. Она снялась в четырёх WiP-фильмах из серии «Заключённая Скорпион», адаптации известной манги Тору Синохары, которые принесли ей популярность в Японии. В четвёртой части Toei заменила режиссёра Сюнъю Ито на Ясухару Хасэбэ, и недовольная заменой Кадзи покинула серию. В 1973 году вышел фильм «Госпожа Кровавый Снег», где актриса сыграла смертоносную убийцу Юки. Многие критики посчитали эту роль самой известной в карьере Кадзи, особенно за пределами Японии. Год спустя она повторила роль в сиквеле «Госпожа Кровавый Снег 2». Она продолжала сниматься в кино до конца 1970-х годов, а за фильм «Самоубийство влюблённых в Сонэдзаки» актриса получила несколько кинопремий за лучшую женскую роль.
К началу 1980-х годов Кадзи отказалась от крупных ролей в кино из-за переутомления в условиях постоянных съёмок и недостаточной зарплаты, и в основном работала на телевидении в некрупных и эпизодических ролях. В следующие четыре десятилетия проекты с её участием выходили редко.
Кадзи также занималась музыкальной карьерой. С 1972 по 1980 год она выпустила 10 альбомов. Для фильма «Госпожа Кровавый Снег» актриса записала заглавную песню «Shura no Hana», а для франшизы «Заключённая Скорпион» — композицию «Urami Bushi». В начале 2000-х годов к Кадзи пришла новая волна популярности после включения этих песен в дилогию Квентина Тарантино «Убить Билла», что побудило её возобновить карьеру певицы. В 2011 году она впервые за 31 год выпустила студийный альбом.

## Избранная фильмография
- The Blind Woman’s Curse (1970) (Kaidan nobori ryu) (реж. Тэруо Исии)
- Серия Stray Cat Rock
  - Female Juvenile Delinquent Leader: Stray Cat Rock (1970) (Onna banchô: Nora-neko rokku) (реж. Ясухару Хасэбэ)
  - Stray Cat Rock: Wild Jumbo (1970) (Nora-neko rokku: Wairudo janbo) (реж. Тосия Фудзита)
  - Stray Cat Rock: Sex Hunter (1970) (Nora-neko rokku: Sekkusu hanta) (реж. Ясухару Хасэбэ)
  - Stray Cat Rock: Machine Animal (1970) (Nora-neko rokku: Mashin animaru) (реж. Ясухару Хасэбэ)
  - Рок бродячих кошек: Бунтари 71 (1971) (Nora-neko rokku: Bōsō shudan '71) (реж. Тосия Фудзита)
- Серия Sasori
  - Female Convict 701: Scorpion (1972) (Joshuu 701-gō: Sasori) (реж. Сюнъя Ито)
  - Female Prisoner Scorpion: Jailhouse 41 (1972) (Joshuu sasori: Dai-41 zakkyo-bō) (реж. Сюнъя Ито)
  - Female Prisoner Scorpion: Beast Stable (1973) (Joshuu sasori: Kemono-beya) (реж. Сюнъя Ито)
  - Female Prisoner Scorpion: 701 Grudge Song (1973) (Joshuu sasori: 701-gō urami-bushi) (реж. Ясухару Хасэбэ)
- Госпожа Кровавый Снег (1973) (Shurayukihime) (реж. Тосия Фудзита)
- Battles Without Honor and Humanity: Hiroshima Deathmatch (1973) (Jingi naki tatakai: Hiroshima shito hen) (реж. Киндзи Фукасаку)
- Lady Snowblood 2: Love Song of Vengeance (1974) (Shurayukihime: Urami Renga) (реж. Тосия Фудзита)
- Yakuza Graveyard (1976) (Yakuza no hakaba: Kuchinashi no hana) (реж. Киндзи Фукасаку)
- Lullaby of the Earth (1976) (Daichi no komoriuta) (реж. Ясудзо Масумура)
- Самоубийство влюблённых в Сонэдзаки (1978) (Sonezaki Shinju) (реж. Ясудзо Масумура)

## Дискография
- Super Value (2001)
- Syura No Hana (2004)
- Sareyo Sareyo Konashimi No Shirabe (2005)
- Kyou No Waga Mi Wa (2006)